# Glochidion candolleanum
Glochidion candolleanum är en emblikaväxtart som först beskrevs av Robert Wight och George Arnott Walker Arnott, och fick sitt nu gällande namn av Tapas Chakrabarty och Mohan Gangopadhyay. Glochidion candolleanum ingår i släktet Glochidion och familjen emblikaväxter. IUCN kategoriserar arten globalt som starkt hotad. Inga underarter finns listade i Catalogue of Life.